# Route départementale 2 (Finistère)
Pour les articles homonymes, voir Route départementale 2.
La route du Vent Solaire, abrégée en D 2, est une des Routes du Finistère, qui relie Pont-Croix à Loctudy en desservant la baie d'Audierne. Depuis 2011, la D 2 contourne désormais le sud de Pont-l'Abbé.

## Tracé de la D 2
- Pont-Croix, intersection avec la D 765
- Plozévet, tronçon commun avec la D 784 sur 4 km.
- Pouldreuzic, intersection avec la D 40 (Pluguffan) et D 143 (Landudec, Douarnenez).
- Tréogat
- Plonéour-Lanvern, intersection avec la D 57 et D 156 (vers Quimper)
- Rocade de Pont-l'Abbé avec la D 785
- Loctudy,  Carrefour giratoire entre D 2 et D 53 (Plobannalec-Lesconil, Le Guilvinec, Penmarc'h), Port de Loctudy

## Antennes de la D 2

### D 102
La Route de Lesconil ou D 102 relie Pont-l'Abbé à Lesconil en passant par Plobannalec-Lesconil. Elle fait 8 km de long.
- Pont-l'Abbé
- Carrefour giratoire entre D 2 (Rocade sud de Pont-l'Abbé) et D 102
- Plobannalec-Lesconil,  Carrefour giratoire entre D 102 et D 53 (Loctudy, Le Guilvinec, Penmarc'h)
- Lesconil